# ComicsOne

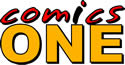

ComicsOne fue una compañía estadounidense que se caracterizaba por publicar mangas, manhwa (cómics coreanos) y manhua (cómics chinos). ComicOne se fundó en el año 1999. La casa matriz de ComicsOne está en Fremont, California. ComicOne también distribuye videos y videojuegos. 
El 25 de marzo de 2005. La empresa ComicOne desaparece ya que es comprado por la empresa DrMaster.

## Mangas publicados por ComicsOne
- Crayon Shin-chan
- Dark Edge
- Goku Midnight Eye
- Wounded Man
- Ginga Legend Weed
- High School Girls
- Infinite Ryvius
- Sarai
- Tsukihime, Lunar Legend
- Onegai Friends series
  - Onegai Teacher
  - Onegai Twins
- Pretty Maniacs
- Iron Wok Jan!
- Bride of Deimos
- 888
- Kazan
- Maico 2010
- Bass Master Ranmaru
- Red Prowling Devil
- Tomie (formarmente, ahora publicado por Dark Horse Comics)
- NaNaNaNa (co-publicado)
- Mourning of Autumn Rain
- Wild 7

## Manhwa publicado por ComicsOne
- NOW
- Red Moon

## Manhua publicados por ComicsOne
- Wò hǔ cáng lóng
- Heaven Sword & Dragon Sabre
- HERO
- Legendary Couple
- The Storm Riders (Fung Wan)
- Weapons of the Gods
- Saint Legend
- Story of the Tao
- Black Leopard